# Torre de Santo Stefano
A Torre de Santo Stefano (em italiano:  Torre di Santo Stefano) é uma torre medieval localizada na cidade de Ivrea na Itália.

## Galeria

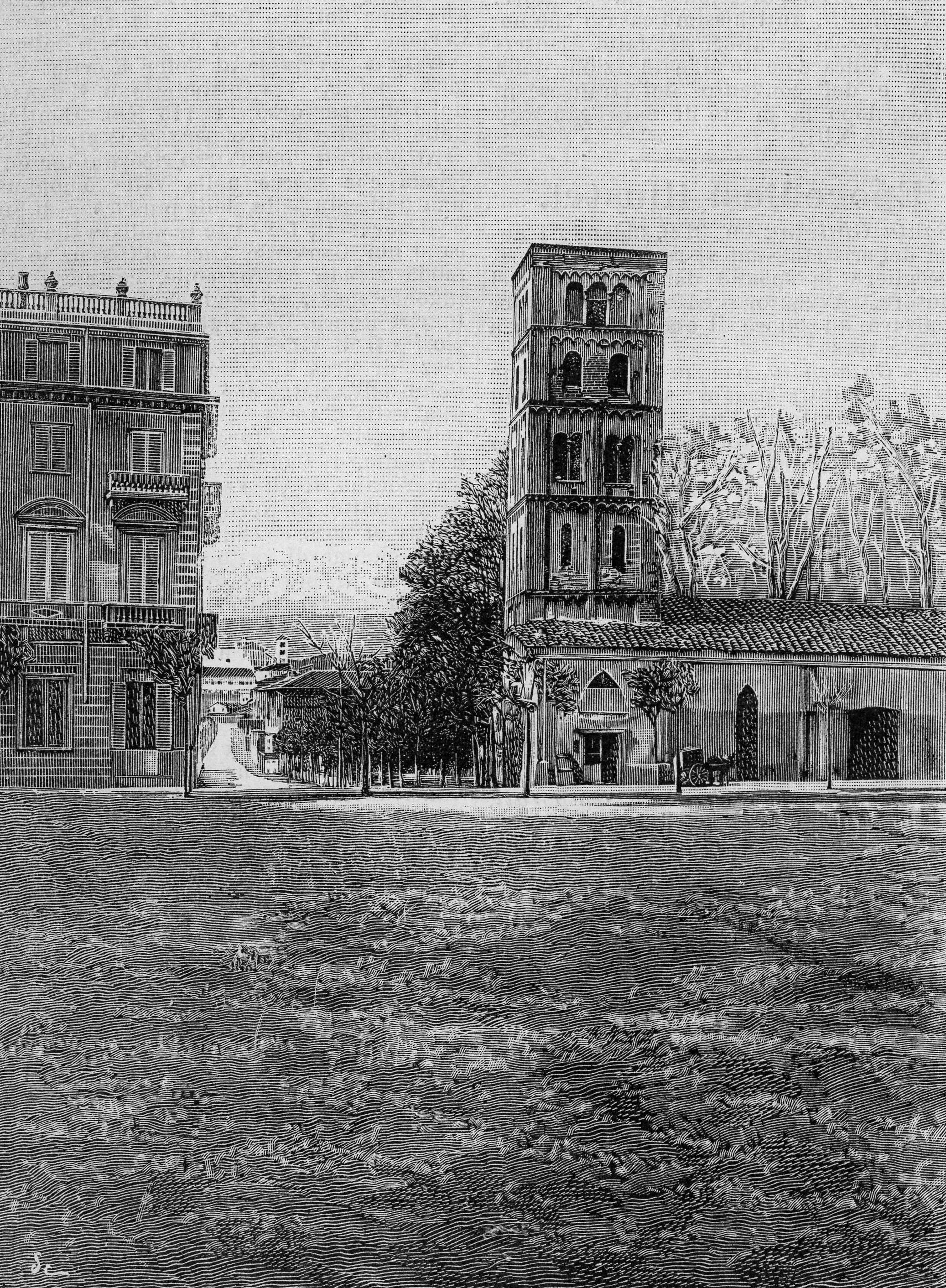
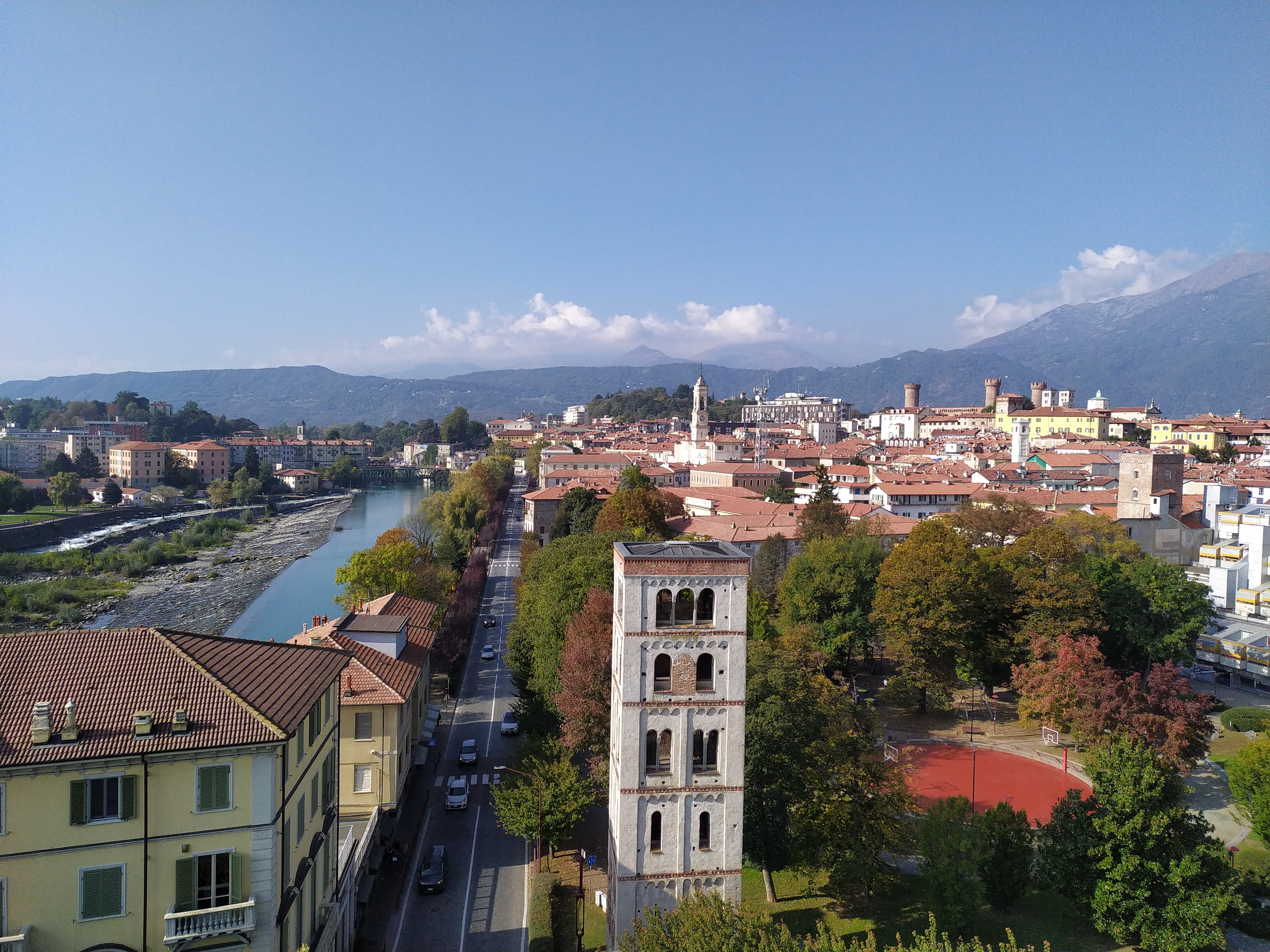
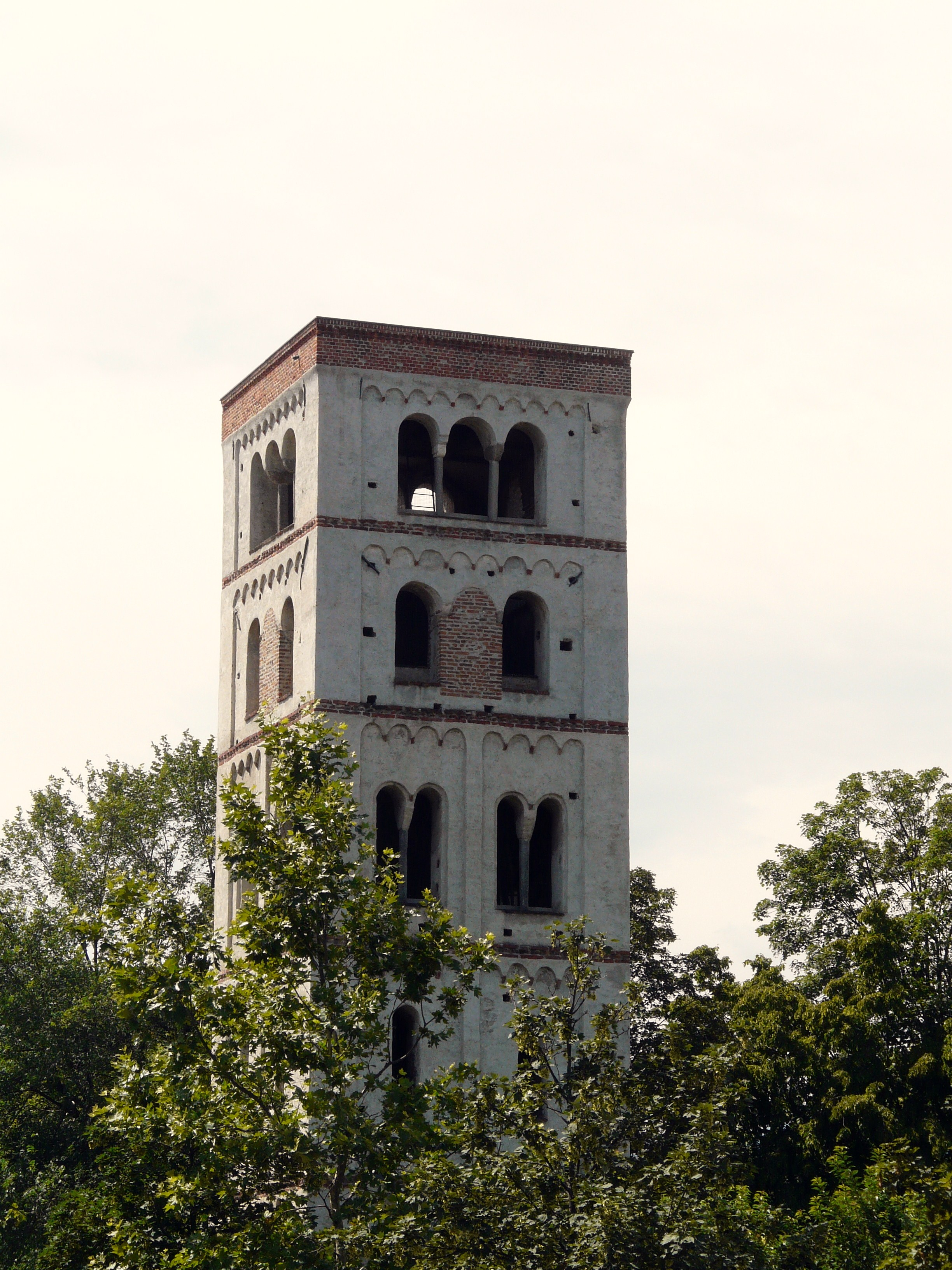

## História
A Torre de Santo Stefano é um campanário românico, sendo a única parte remanescente do antigo complexo da abadia de Santo Stefano, fundada por monges beneditinos da Abadia de Fruttuaria em 1041, a mando do bispo Henrique II. A abadia provavelmente foi estabelecida para atender à necessidade de recuperar a margem esquerda pantanosa do rio Dora Baltea e garantir a vigilância desse ponto estratégico da cidade, criando uma estrutura defensiva sólida com suas paredes robustas. Os monges beneditinos construíram as estruturas da abadia no local de uma antiga capela dedicada a Santo Estevão, possivelmente datada do século V, utilizando tijolos e materiais reutilizados de origem romana.